# Polonia London
Polonia London är en volleybollklubb i London, Storbritannien. Klubben grundades 1973 av polska medlemmar av KFUK-KFUM. Den gick 1978 samman med en annan polsk klubb, Gryf. 
Klubben har lag både på herrsidan (IBB Polonia London) och på damsidan (Polonia SideOut London). Herrlaget har varit det mest framgångsrika med sju engelska mästerskap (1986, 2011, 2013, 2016, 2017, 2019 och 2020) och en seger i NEVZA Volleyball Club Championships (2018/2019). Damlaget har blivit engelska mästare en gång (2010/2011) och som bäst blivit tvåa i NEVZA Volleyball Club Championships.